# Đơn điểm (toán học)
Trong toán học, một đơn điểm, còn được gọi là tập đơn vị, (trong tiếng Anh: singleton) là tập hợp có chính xác một phần tử.

## Trong lý thuyết phạm trù
Các cấu trúc đơn điểm thường là các vật cuối hoặc vật zero trong nhiều phạm trù khác nhau.

## Hàm chỉ thị
Xét {\displaystyle S} là một lớp được định nghĩa bởi một hàm chỉ thị
{\displaystyle b:X\to \{0,1\}.}
Thế thì {\displaystyle S} được gọi là đơn điểm khi và chỉ khi có một số y ∈ X sao cho với mọi x ∈ X,
{\displaystyle b(x)=(x=y).}